# 吉忠マネキン
吉忠マネキン株式会社（よしちゅうマネキン）は、京都府京都市中京区にあるマネキン等を制作している株式会社。
1950年に設立された。吉忠グループの一つ。
「人と空間の、その先へ」を会社スローガンとしている。
マネキンドラマ｢オー!マイキー｣に使用されているマネキンは当社のもの。

## 沿革
1946年、島津製作所よりマネキンの製作販売権を得て、吉忠株式会社（1875/明治8年創業）マネキン課として発足
1950年、吉忠マネキン設立
1952年、イージーオーダーが始まり、婦人マネキンの需要が急激に増大し、長期貸しの方法が取り入れられ、マネキンレンタルシステム開始
1959年、FRPによるマネキンが完成し、FRPマネキン製作開始
1960年、マネキン・ボディ・造形物を全面的にFRP化
1970年、内装設計・施工を開始、陳列器具アクリルボックス、エアーパネル他、販売本格化
1973年、ピエールカルダンと契約し、カルダン器具を開発発表
1982年、ウインドウ装飾・VP事業本格化、業績拡大
1983年、博物館網走監獄 資料館企画・演出・総合展示施工
1992年、世界のトップブランドメーカー英国ルースティン・ホプキンス グループ社をM&A
2009年、マネキン･ボディ廃棄物の埋立処分量ゼロにする「マネキン ゼロエミッション」宣言

## テレビ番組
- 日経スペシャル カンブリア宮殿 強さの裏に驚きの職人技！知られざるマネキンビジネスの秘密（2012年10月25日、テレビ東京）[3]